# Mariene ecoregio Rosszee
De Mariene ecoregio Rosszee (229) (Engels: Ross Sea marine ecoregion) is een biogeografische regio en ligt in de Zuidelijke Oceaan in de Mariene provincie Continentaal Hoog Antarctica (61) in het Marien rijk Zuidelijke Oceaan. De mariene ecoregio is vastgesteld door het World Wide Fund for Nature en The Nature Conservancy en is vernoemd naar de Rosszee.
In het noordoosten grenst het gebied aan de mariene ecoregio Amundsen/Bellingshausenzee (228) en in het noordwesten aan de mariene ecoregio Oost-Antarctisch Wilkesland (224).

## Geografie
De mariene ecoregio ligt in de Zuidelijke Oceaan voor de kust van Antarctica tussen Marie Byrdland en Oates Land in de overgang van Oost-Antarctica naar West-Antarctica. Het gebied ligt in de Rosszee en omvat de wateren rond onder andere de eilanden Roosevelt, Ross, Dellbridge-eilanden en Possessioneilanden en de Bay of Whales, evenals de kust voor Victorialand en de oostkust van Oates Land.
Door het gebied stroomt de Rossgyre.

## Biogeografie
Het gebied kent zeeleven dat houdt van arctische temperaturen.